# He Ying
He Ying (何影S, Hé YǐngP; Jilin, 17 aprile 1977) è un'arciera cinese, vincitrice della medaglia d'argento nella gara individuale di tiro con l'arco alle olimpiadi del 1996 e della medaglia d'argento nella gara a squadre di tiro con l'arco alle olimpiadi del 2004.

## Carriera

### Carriera da atleta
Nel 1996 He Ying partecipò per la prima volta alle olimpiadi partecipando alla gara a squadre con le compagne di nazionale Wang Xiaozhu e Yang Jianping terminando al sesto posto nel ranking round e vincendo agli ottavi di finale con la squadra Giapponese ma venendo eliminata dalla squadra tedesca, testa di serie numero due del torneo e future vincitrici della medaglia d'argento, per un solo punto. La cinese riuscirà, a pochi giorni di distanza, a vincere la medaglia d'argento nella prova individuale perdendo per solo 6 punti contro la coreana Kim Kyung-Wook.
Nel 1999 partecipò ai campionati mondiali di tiro con l'arco, dove vinse la medaglia d'argento nella gara a squadre con Lin Sang e Yu Hui venendo battute solo dall'Italia nella finale per l'oro.
Nel 2000 partecipò ai Giochi della XXVII Olimpiade a Sydney, in Australia, ma non vinse nessuna medaglia.
Nel 2004 partecipò alla sua ultima olimpiade, questa volta ad Atene, in Grecia. Nella gara individuale, seppur partendo con un brillante quarto posto nel ranking round, che le permise di avere un tabellone più agevole, venne battuta nei quarti di finale contro la britannica Alison Williamson. Solo due giorni dopo prese parte con le compagne di nazionale Lin Sang, con cui aveva già vinto una medaglia d'argento al mondiale, e Zhang Juanjuan alla prova a squadre, riuscendo a battere con ampio margine tutte le avversarie fino alla finale, dove vennero battute dalla nazionale della Corea del Sud per un solo punto.

### Carriera da allenatrice
Nel 2014 iniziò la sua carriera da allenatrice allenando, tra gli altri atleti, Li Jiaman, vincitrice sotto la sua guida della medaglia d'oro individuale e della medaglia d'oro nel torneo a squadre miste ai II Giochi olimpici giovanili estivi.

## Palmarès
| Anno | Manifestazione                              | Sede    | Evento           |                  |
| ---- | ------------------------------------------- | ------- | ---------------- | ---------------- |
| 1996 | Giochi della XXVI Olimpiade                 | Atlanta | Gara individuale | Argento          |
| 1996 | Giochi della XXVI Olimpiade                 | Atlanta | Gara a squadre   | Quarti di finale |
| 1999 | Campionati mondiali di tiro con l'arco 1999 | Riom    | Gara a squadre   | Argento          |
| 2000 | Giochi della XXVII Olimpiade                | Sydney  | Gara individuale | Ottavi di finale |
| 2000 | Giochi della XXVII Olimpiade                | Sydney  | Gara a squadre   | Quarti di finale |
| 2004 | Giochi della XXVIII Olimpiade               | Atlanta | Gara individuale | Quarti di finale |
| 2004 | Giochi della XXVIII Olimpiade               | Atlanta | Gara a squadre   | Argento          |